# Blondie
Blondi (engl. Blondie) je američki rok bend osnovala ga je pevačica Debora Hari i gitarista Kris Stajn. Bend je bio pionir u ranom američkom novom talasu i punk-rock sceni sredinom 1970-ih. Njihova prva dva albuma sadržala su jake elemente tih žanrova,iako uspešan u Velikoj Britaniji i Australiji, Blondi, je smatran andregraund bendom u SAD-u sve do objavljivanja Parallel Lines 1978. Tokom iduće tri godine, bend postiže nekoliko hit singlova i postaje prepoznatljiv po svojim elektronskim mešavinama muzičkih stilova uključujući i elemente disko, pop i rege, zadržavajući osnovni stil kao bend novog talasa.
Grupa se raspala nakon izlaska njihovog albuma The Hunter 1982. Debi Hari dalje nastavlja sa solo karijerom koja joj je donela određene rezultate (iako je uzela nekoliko godina slobodno da bi brinula o Krisu Stajnu, kojem se razvijala teška bolest opasna po život). Klavijaturista Džimi Destri takođe je krenuo u solo karijeru sa nešto manje uspjeha od Harijeve.
Grupa se reformirala 1997. godine, postižu uspeh i postaju broj jedan singl u Velikoj Britaniji sa pesmom "Maria" u 1999. Grupa ima turneje i nastupe širom sveta tokom sledećih godina, i bili su primljeni u Rock and Roll Hall of Fame i RockWalk slavnih 2006. Do danas, Blondi je prodao 40 miliona albuma širom sveta.

## Istorija

### Rana karijera (1975—1978)
Početkom 1970-ih, Kris Stajn preselio se na Menhetn iz Bruklina. Tu je bio inspirisan novom muzičkom scenom New York Dolls, sa ciljem da se pridruže sličnom bendu. On se pridružio The Stilettos 1973. kao gitarista i otpočeo je u romantičnu vezu sa pevačicom benda, Debi Hari. Bivša konobarica i Playboy-eva zečica, Hari je bila član folk-rock bend, The Wind, u kasnim 1960-im godinama. Godine 1974, Stein razdvaja od The Stilettos i Elda Gentile, osnivača benda. Stein i Harry formiraju novi bend sa bubnjarem i basistom Billyjem O'Connor Fred Smith. Nakon nekih ličnih promena (raniji članovi uključivali su sestre Tish Bellomo i Eileen Bellomo kao prateće vokale) do 1975, Stein i Harry se pridružuje bubnjar Clem Burke, klavijaturista Jimmy Destri i basista Gary Valentine. Izvorni naziv benda je bio Angel and the Snake band je preimenovan u Blondie krajem 1975. Ime je nastalo iz komentara vozača kamiona, koji je uzviknuo "Hej, Blondie," Harry kad su se vozili pored njega. Kasnije, članovi benda su bili zabrinuti kada su saznali da je Blondi ime koje dele sa psom Adolfa Hitlera. Blondi su snimili jednu pesmu polu-anonimno, pod imenom 'Adolf's Dog'. Nalazi se na jednom od Iggy Pop albuma. 
"In the Flesh" (1977) 
Blondie postigao svoj prvi singl s hit baladom "In the Flesh", nakon što je emitovan greškom na jednom australskom televizijskom programu. 
"Rip Her to Shreds" (1977)
Harry agresivni vokali na ovo albumu su tipični za prethodni stil benda. 
"Denis" (1977) 
Blondie prvi evropski hit sa dodatkom plesne pop-muzike, dolaze do osnivanja novog talasa zvuka. 
Blondie postaje stalni bend u New York's Club 51, Max's Kansas City i CBGB. Oni su dobili svoj prvi ugovor za ploču sa Private Stock Records sredinom 1970-ih i izdali svoj debi album (AUS # 14, UK # 75) 1976, zajedno sa singlom "X-Offender ". Private Stock Records je tada kupljen od strane engleske kompanije, Chrysalis Records, a prvi album je ponovo izdat sa novom oznakom 1977, zajedno sa singlom "Rip Her to Shreds ". Rolling Stone je pisao o Blondi, po prvi put u avgustu 1977 i promatrajući eklektičnu prirodu muzike grupe, poređujući ga sa Phil Spector i The Who, a komentar je bio da je album imao dve snage: Ričard Gotehrer produkcija i ličnost Debora Hari, govoreći da je ona nastupala sa "njeno sudelovanje je stalno prisutno čak i kada ona tumači lik koristeći atipatičan i vansvemirski, postoji tračak svesti koja je umirujuća i zabavna." On je takođe napomenuo da Harry "posjeduje bombastičan zombi glas koji može zvučati sneno, zavodljiv i drveno Mansonite unutar iste pesme". 
Blondi, 1976. LR: Gari Valentin, Klem Burk, Debora Hari, Kris Stejn I Džimi Destri. 
Njihov prvi komercijalni uspeh u Australiji dogodio se 1977, kada je muzički televizijski program Countdown pogrešno pustio njihov video "In the Flesh", koja je bila B-strana od njihovog trenutnog singla "X-Offender ". U intervjuu iz 1998, član benda Klem Burk prisetio se gledajući epizode u kojoj je puštana pogrešna pesma, ali on i Kris Stejn predložili su da je to možda bio namerni izgovor na delu Meldrum. Stein je tvrdio da je "X-Offender" bio "previše ludi i agresivni [da postane hit]", dok "In the Flesh" je bio predstavnik u kome nije bilo punk senzibiliteta. Tokom godina, ja sam mislio da verovatno odsvirali obe stvari ali jednu su više voleli. To je sve." U retrospektivi, Burk je opisao "In the Flesh" kao "preteču u moć balada".
Singl i album su došli do australskih prvih pet na top listama u oktobru 1977, a kasnije dvostruko izdanje "X-Offender " i "Rip Her to Shreds", takođe je bilo popularno. Uspešna australiska turneja usledila je u decembru, premda je bilo incidenata u Brisbaneod strane razočaranih fanova kada je Hari otkazala nastup zbog bolesti.
Godine 1977, Blondie, je izdao svoj drugi album, Plastic Letters (UK # 10, US # 78). Album je snimljen iz četiri dela jer je Gari Valentin napustio bend. Plastic Letters je promovisan u celoj Evropi i Aziji od Chrysalis Records. Prvi singl, "Denis", bio je cover verzija Randy i Rainbows 'hit 1963. Dosegla je broj dva na britanske listi singlova, a oba albuma i drugi singl, "(I'm Always Touched by Your) Presence, Dear", dosegli su britanski top deset. To je karta uspeha, uz uspešnu 1978 turneju po Engleskoj, uključujući koncert u Roundhouse (Boomtown Rats otvorena), pretvorilo je Blondiejedan u jedan od prvih američkih bendova novog talasa koji su postigli mainstream uspeh u Velikoj Britaniji. U to vreme, Gary Valentine je zamenio Frank Infante (bas gitara / guitar), a nedugo nakon toga Nigel Harrison (bas gitara) je bio uključen, širi se bend na šest-delova po prvi put. 
Sva muzika kasnije opisuje Plastic Letters kao inferiorni u odnosu na svog prethodnika, tvrdeći da uz očekivanja dva singla, činilo se da su građena od "ostataka" iz Blondie albuma.

### Mejnstrim uspeh (1978—1981)
Parallel Lines (UK #1, US #6) Blondie treći album, najpopularniji, sa najboljim rezultatima prodaje objavljen je u septembru 1978,produciran od strane Mike Chapman. Prva dva singla albuma su bili "Picture This" (UK #12) I "Hanging on the Telephone" (UK #5). "Heart of Glass"je bio njihov prvi američki hit. Disko ploča je došla do samog vrha američkih top lista u aprilu 1979. To je bila rege/rok pesma koju je grupa izvodila od svog formiranja ali sa dodatnim elementima disko muzike. Clem Burke je kasnije izjavio da je preuređena pesma jednim delom bila inspirisana Kraftwerk i Bee Gees' "Stayin' Alive", Burke i Stein su dali Jimmy Destri su dali dosta zasluga završnu verziju pesme, Destrijevo uvažavanje tehnologije ga je dovelo do uvođenja sintisajzera.Iako su neki članovi britanske muzičke scene optužili Blondie za "izdaju", pesma je doživela svetski uspeh. Prodala se u više od million kopija, singl je dostigao prvo mesto na listama u mnogo zemalja ukjučujući i U.S. gde je velikim delom bend Blondie smatran "underground" bendom. Pesma je bila praćena muzičkim spotom gde je Deborah Harry prikazana u najboljem svetlu, počela je da dobija status poznate ličnosti što ju je odvojilo od ostalih članova benda koji su bili u velikoj meri ignorisani od strane medija. 
Blondie sledeći singl u Americi je bio mnogo agresivniji rok zvuk, "One Way or Another" (US #24), pesma je postal njihov drugi hit sing u Americi.U među vremenu u Engleskoj, jedna alternativna "Sunday Girl", postal je još jedan broj 1. "Parallel Lines" je rangiran #140 na Rolling Stone listi of 500 najboljih albuma svih vremena. U junu 1979, Blondie je krasila naslovnicu Rolling Stone magazina.
Njihov četvrti album, Eat to the Beat (UK #1, US #17) pušten u oktobru 1979, bio je dobro prihvaćen od strana kritike kao prikladan pratilac Parallel Lines, dok u Americi nisu uspeli da postignu isti nivo uspeha.[3]U Britaniji, singl "Atomic" (UK #1, US #39)dostigao je broj jedan, "Dreaming" (UK #2, US #27)broj dva i "Union City Blue" (UK #13)je bio još jedan top 20 hit, dok u Americi nije bio toliko visoko rangiran.
Deborah Harry je radial sa italijanskim tekstopiscem i producentom Giorgio Moroder, koji je bio odgovoran za najveće hitove Donna Summer I oni su komponovali pesmu "Call Me" za soundtrack filma American Gigolo. Pušten u februaru 1980, pesma je provela 6 nedelja na prvom mestu u Americi, takođe je bila na prvom mestu u Engleskoj I postal je hit u celom svetu. Pesma je najprodavaniji singl benda u Americi (preko million prodatih kopija-zlatni status) i prema Billboard magazinu, #1 singl 1980. 
U novembru 1980, njihov sledeći album, Autoamerican (UK #3, US #7) donosi još dva broj #1hita u U.S.: u rege stilu"The Tide Is High". Autoamerican bio je odlazak iz prethodnih Blondie albuma, koji sadrži manje roka i novi talas stilskih eksperimenata, a nije bio uopšteno dobro primljen od strane kritike. U oktobru 1981, Chrysalis Records objavljuje 'Best of Blondie "(UK # 4, SAD # 30), to je bila prva kompilacija ovog benda. 

### Hiatus, The Hunter, raskid (1981—1982)
Sa svojim dosadašnjim uspehom od 1978-80, Blondie je napravio manju pauzu 1981.Te godine, Debbie Harry I Jimmy Destri objavljuju solo albume; Stein je pomogao pri izradi Harry albuma Koo Koo (UK #6, US #28). Frank Infante tužio bend o nedostatku angažmana tokom Autoamerican sezone, to je ubrzo sklonjeno sa optužbe, a Infante je ostao u bendu.
Bend se opet ujedinio 1982 da snimi The Hunter (UK #9, US #33). U kontrastu sa njihovim ranijim komercijalnim I kritički prihvaćenim uspehom, The Hunter uglavnom dobio mlake i negativne recenzije i nije uspeo doći do top 20 u SAD-u album je zavrteo dva hit singla: "Island Of Lost Souls" (# 11 UK, # 37 SAD) i "War Child" (# 39 Velika Britanija).
The Hunter je takođe ukljio i pesmu pod naslovom "For Your Eyes Only" koja deli svoj naslov sa 1981 James Bond filmom. Ova pesma je izvorno napisana za specijalno otvaranje naslovne teme filma. Međutim, producenti su izabrali drugu pesmu istog naziva, komponovanu od strane Bill Conti i Michael Leeson. Blondie je ponuđena prilika za izvođenje Conti i Leeson pesme, alioni su odbili tu ponudu. Sheena Easton izvođenje Conti i Leeson tema pesme je postala top-deset singl širom sveta. 
Napetosti unutar benda je u porastu zbog komercijalnog pada i stalno prisutnog fokusa na Harry, događaji dosežu tačku razlaza kad je Stein dobio dijagnozu sa po život opasnom bolesti pemfigus. U avgustu 1982, Blondie otkazuje njihove turneje planirane ranije i najavljuje svoj razlaz.
Stein I Harry (u to vreme u vezi)ostaju zajedno, I povlače se iz svetla javnosti na nekoliko godina, sa izuzetkom jednog singla koji je objavljen "Rush Rush" (1983, za film Scarface) i 1985 "Feel The SpinAfter". Steinse oporavio od bolesti, Harry se vratila svojoj solo karijeri sa novi albumom (Rockbird) 1986, sa aktivnim sudelovanjem Stein. U međuvremenu, Burke je postao sezonski bubnjar (i svirao je neko vreme za Eurythmics), i Destri takođe održavaju aktivnu karijeru kao producent i pevač. 
Remix album pod nazivom Once More into the Bleach objavljen je 1988, oglašen kao privlačan remix klasičnih Blondie pesama I materijala Harry solo karijere.

### Obnavljanje (1997—2004)
Harry je nastavila sa svojom uspešnom solo karijerom nakom raspada benda, što je pomoglo da bend ostane pod okriljem javnosti.U 1990, ona ponovo počinje da radi sa Stein i Burke za letnju turneju kao deo "Escape from New York" sa Jerry Harrison, Tom Tom Club i Ramonesa. Bend nije zvanično reformiran do 1997, ali: 1990 turneja bila je nominalno solo Deborah Harry projekt. 
U 1996, Stein I Harry su započeli proces ponovnog okupljanja benda Blondie i kontaktiraju bivše članove Burke, Destri i Valentine, koji se za ovo vreme preselio u London i postao pisac pod svojim pravim imenom Gary Lachman; njegova knjiga New York Rocker: My Life in the Blank Generation (2002) je memoar sećanja na godine koje je proveo sa bendom. Bivši članovi Nigel Harrison i Frank Infante nisu učestvovali u ponovnom okupljanju i podigli su optužnicu kako bi sprečili ponovno okupljanje benda pod nazivom Blondie.
Godine 1997, originalni petodelni bend se okuplja, uključujući i Valentinena bas gitari, nastupili su na tri žive svirke, sve na festivalima sponzorisanim od strane lokalnih radio stanica. Internacionalna turneja je bila krajem 1998 I početkom 1999.
Novi album, No Exit (UK #3, US #18) objavljen u februaru 1999, je opisan od strane Jimmy Destri kao "15 pesama ni o čemu".[12] Bend je sad zvanično bio u četvoročlanom sastavu Harry, Stein, Burke i Destri: Valentinenije svirao na albumu, iako je radio aranžman za dve pesme. 
No Exit je došao na treće mesto na britanskim top listama, prvi singl, "Maria", koji je Destri napisao misleći na svoje srednjoškolske dane thin,[18] postaje Blondie šesti U.K. broj jedan singl tačno dvadeset godina nakon prvog "Heart of Glass", dajući bendu razliku u tome što je jedini američki akt do broj jedan na stepenicama singlova u Velikoj Britaniji 1970-ih, 1980-ih i 1990-ih. "Maria" (1999)
"Maria" priseća Blondie krajem 1970-ih novi talas i bio je broj jedan u Velikoj Britaniji.
Ponovo okupljeni bend pušta novi album The Curse of Blondie (UK #36, US #160) u oktobru 2003. Ispostavilo se da je ovaj album bio najniže rangiran od svi dosadašnjih od 1976, ali singl "Good Boys" je dostigao 12mesto na britanskim listama. 2004, Jimmy Destri,se povlači sa turneja ostavljajući samo Harry, Stein I Burke (iz originalne postave) ne pojavljujući se na živim nastupima Destri je nastavio da radi kao član benda u studiju.

### Legacy i Rock and Roll Hall of Fame indukcija (2006—)
Do 1982, godina kada se bend rasformirao, Blondie je objavio šest studijskih albuma, svaki stilski I egzibicionistički bolji od prethodnog. Bend je poznat ne samo vokalnim sposobnostima Harry, ali i po ugradnji elemenata u njihovom radu od brojnih podžanrova zabavne muzike, dostizanje od svojih punk korena, novog talasa, diska i hip hopa. 
U martu 2006, Blondie, nakon uvodnog govora Shirley Manson iz Garbage, bili su primljeni u Rock and Roll Hall of Fame. Sedam članova bilo je pozvano na ceremoniju, koja je dovela do sukoba između sadašnje grupe i njihovih bivših kolega iz benda Nigel Harrison i Frank Infante, koji je pitao tokom ceremonije koja je išla uživo, da svira sa bendom zahtev je odbijen od Harry. 22.Maja 2006, Blondie, su primljeni u Rock Walk of Fame na Guitar Center na Hollywood's Sunset Boulevard. 
Clem Burke I Paul Carbonara su izjavili u skorijim intervjuima da bend radi na još jednom albumu koji bi bio njihov prvi novi album od The Curse of Blondie iz 2003. Carbonara ga opisuje kao "pravi Blondie."
Blondie je preuzeo severnoameričku turneju sa Pat Benatar i Donnas na leto 2009. Nakon turneje, u oktobru, bend je počeo snimati za njihov deveti studijski album s producentom Jeff Saltzman. U decembru 2009, sastav je izdao pesmu "We Three Kings", kako bi se poklopili s proslavom Božića. Novi album se planira u prodaji u 2010.

## Članovi

### Sadašnji članovi
- Debi Hari — glavni vokal, gitara, marakas (1974—1982, 1997—danas)
- Kris Stejn — gitara, bas (1974—1982, 1997—danas)
- Klem Berk — bubnjevi, udaraljke, prateći vokal (1974—1982, 1997—danas)
- Li Foks — bas (član za turneje: 1997—2004, 2004—danas)
- Mat Kac-Boen — klavijatura (2008—danas)
- Tomi Kesler — gitara (2010—danas)

### Bivši članovi
- Fred Smit — bas (1974—1975)
- Bili O’Konor — bubnjevi (1974—1975; umro 2015)
- Džimi Destri — klavijatura, prateći vokal (1974—1982, 1997—2004)
- Gari Valentajn — bas, gitara (1975—1977, 1997)
- Frank Infante — gitara, bas, prateći vokal (1977—1982)
- Najdžel Harison — bas (1978–1982, 1997)
- Pol Karbonara — gitara, prateći vokal (1997—2010)
- Kevin Patrik (alijas, Kevin Toping) — klavijatura, prateći vokal (2003—2007)
- Džimi K. Bouns — gitara (2003)

## Diskografija
- (1976)
- (1978)
- (1978)
- (1979)
- (1980)
- (1982)
- (1999)
- (2003)
- (2011)
- (2014)
- (2017)

## Spoljašnje veze
- Zvanični veb-sajt
- Diskografija Архивирано на веб-сајту  (3. јун 2009) na sajtu
- Blondi na sajtu